# Liquiduslinie

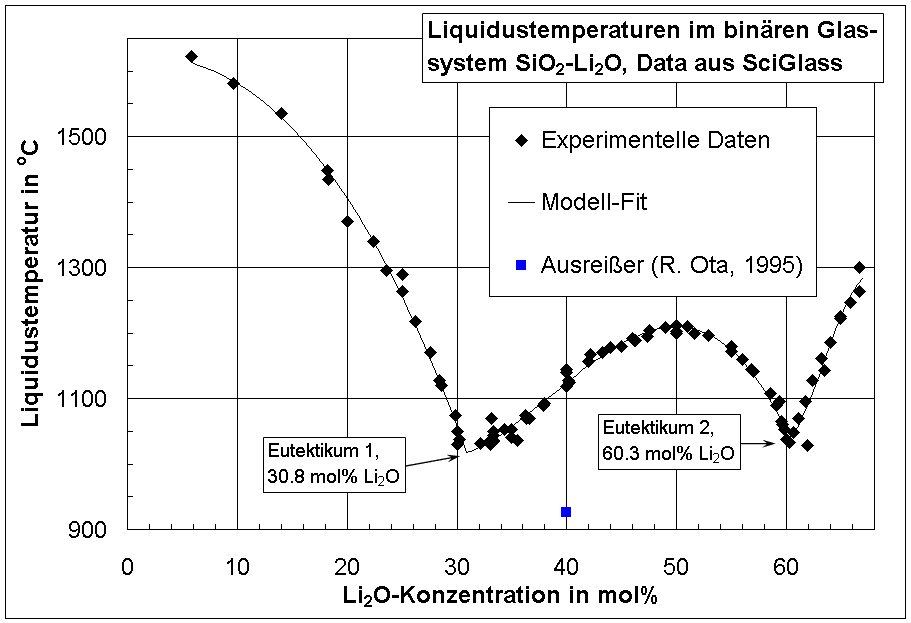
Liquiduslinie im binären Glassystem SiO_{2}-Li_{2}O auf der Basis von 91 publizierten Daten

Als Liquiduslinie (von lateinisch liquidus „flüssig“) wird diejenige Grenze im Phasendiagramm einer Legierung bezeichnet, die den Bereich nur flüssiger Phasen vom Bereich fester und flüssiger Phasen trennt.
Üblicherweise werden Phasendiagramme für Legierungen bei konstantem Druck als Schaubild der Temperatur als Funktion der Legierungszusammensetzung dargestellt. Eine Schmelze mit einer bestimmten Legierungszusammensetzung wird bei langsamer Abkühlung beim Erreichen der Liquidustemperatur beginnen, zu erstarren bzw. bei langsamer Erwärmung vollständig geschmolzen sein. Die Verbindungslinie dieser Temperaturen für verschiedene Zusammensetzungen ist die Liquiduslinie. Ein Beispiel ist das Eisen-Kohlenstoff-Diagramm, wo die Liquiduslinie entlang der Punkte A-B-C-D verläuft.
Bei einem reinen Metall oder einem Eutektikum fällt die Liquidustemperatur mit der Solidustemperatur zusammen. Der Schmelzbereich geht dann in einen Schmelzpunkt über. Liquidus- und Soliduslinie bilden einen Schnittpunkt.